# 瑪麗-阿德萊德 (薩伏伊)
薩伏伊的瑪麗-阿德莱德（法語：Marie Adélaïde de Savoie，1685年12月6日—1712年2月12日）是法兰西王国储妃和薩伏伊公主。她的丈夫是法王路易十四的长孙路易王太子（为区别于其父太子路易，又称小太子）。
1697年，她和小太子路易结婚，成为勃艮第公爵夫人。她的幼子是日后的法王路易十五。1712年，她因患上麻疹病逝。